# Kharsawan
Kharsawan (hindi: खरसावाँ) är en stad i distriktet Pashchimi Singhbhum, i delstaten Jharkhand, Indien.
Kharsawan var även namnet på en vasallstat i Chutia Nagpur i Brittiska Indien.